# 世界之都日耳曼尼亚
世界之都日耳曼尼亚（德語：Welthauptstadt Germania）是阿道夫·希特勒为德国首都柏林重建工程所起的名称，这是对预期在第二次世界大战中获胜后，对未来德国的部分想象。“第三帝国的首席建筑师”阿尔伯特·斯佩尔，制定了城市重建规划的很多部分，但是只有很少一部分规划在第二次世界大战之前得以实现。
之所以选择“世界之都”这个称号，是因为认为柏林的建筑在当时太过守旧，有必要使柏林达到伦敦、巴黎和华盛顿哥伦比亚特区等都城的水准，并且胜过它们。
有些项目完成了，例如建立一个巨大的东西向城市轴，其中包括拓宽夏洛滕堡路（今天的六月十七大街），将胜利纪念柱安放在路中央，远离原来所在的德国国会大厦。但是其他项目由于战争爆发而不得不搁置，例如人民大厅（大圆顶）。但是，位于计划建筑区的大量旧建筑在战前就被拆除，最终规划落空。

## 规划的纪念性建筑
这个规划的第一个步骤是为1936年柏林奥运会修建的柏林奥林匹克体育场。这座体育场推动了纳粹政府的兴起。另一座更大的能够容纳40万观众的体育场已經规划，但是只开挖了地基，工程就被放弃。如果这座体育场建成，直到今天仍将是世界最大的体育场，并且遥遥领先于竞争对手。
斯佩尔还设计了新的帝国总理府，其中设计了一个庞大的大厅，将是凡尔赛宫镜厅的两倍长。希特勒希望他能够建造第三座，也是更大的总理府，但是没能开工。第二总理府于1945年被苏联红军摧毁。

### 胜利大道
柏林其他的规划建筑几乎没有一座建造起来。柏林的改建将会沿着一条5公里长的中央大道（称为胜利大道）展开，这条大道从勃兰登堡门附近与东西轴线的交汇点向南，沿着旧胜利大道（Siegesallee）的路线穿过蒂尔加滕公园，然后继续向南，直到紧邻滕普尔霍夫机场西侧的区域，这条新的南北轴线将会充当游行场地，而对交通关闭，车辆将会转入一条直接位于游行路线下面的地下公路；这条公路隧道的一些段落已经修建，至今仍然存在。地上工程未能开工，但是斯佩尔在1938年将旧胜利大道搬迁到蒂尔加滕的其他地方，为修筑新的大道做好准备。
由于规划的南北轴线将损害到通往安哈尔特火车站和波茨坦火车站的铁轨，迫使其关闭，因此规划还将新建两座大型火车站，这两座新火车站将兴建在该市主要的环形城铁沿线，北站（Nordbahnhof）建在威丁，而较大的南站（Südbahnhof）修建在大道最南端的滕佩尔霍夫-舍恩贝格。

### 大广场
在大道的北端，东西轴线的北侧，将是一个大型开放广场，称为“大广场”（Großer Platz），面积达到350,000平方米。环绕这个广场的全都是最宏伟的建筑：元首宫位于西侧，1894年的德国国会大厦位于东侧，第三帝国帝国总理府和德军统帅部位于南侧，分别位于胜利大道进入广场的入口两侧。在广场的北侧，斯佩尔计划修建新柏林的核心，一座庞大的圆顶建筑，人民大厅（Volkshalle），由希特勒本人设计。这仍然会是世界上已建成的最大的封闭空间。虽然战争在工程开始前爆发，但是已经收购了所有需要的土地，并且完成了工程规划。这座建筑将高达200多米，直径250米，是圣伯多禄大殿穹顶的16倍大。

### 凯旋门
靠近大道最南端，将是一座凯旋门，比巴黎凯旋门更大，这座凯旋门的高度几乎达到100米。1939年第二次世界大战的爆发，导致决定延期到战后建造，以节约战略物资。

### 规划
当时，对于柏林湿软的地基是否能够承载这些规划的工程，尚存在疑问。因此修筑了一座勘测建筑“承重体（Schwerbelastungskörper)”，至今仍然存在。建筑师使用一块极其沉重的混凝土块，测试地基能够支撑多大的重量。监测仪器沉入地面。用于测试的承重体在3年中下沉了18厘米，超過6厘米的最大許可深度。这些庞大设备收集的证据，证明如果没有进一步的准备，这些土壤不太可能支撑这些建筑物。
由于除了阿尔伯特·斯佩尔的自传，没有其它文献提到“世界之都日耳曼尼亚”这个名称，因此今天有争议，这个名称是否确实为希特勒使用，还是斯佩尔本人的创造。
在1941年6月刚入侵苏联（巴巴罗萨作战）时，希特勒预期将在1945年在第二次世界大战中获胜，于是他计划，在完成世界之都日耳曼尼亚规划的建设之后，将于1950年在柏林举办规模巨大的世界博览会，然后退休回到家乡林茨。

## 相關大众文化
罗伯特·哈里斯的另类历史小说《祖国》（1992年）假想纳粹德国赢得了第二次世界大战，到大约1964年最终实现了希特勒和斯佩尔改建宏伟柏林的设想。
2004年电影《帝國毀滅》描绘希特勒充满渴望地观看规划城市的模型。
在遊戲《德軍總部：新秩序》中，1960年代的柏林已經變成日耳曼尼亞。
在電視劇《高堡奇人》當中，設想軸心國贏得二戰勝利的架空歷史，當中便有日耳曼尼亞的場景。
於電視動畫《強襲魔女 通往柏林之路》第十二集中出現，異型軍在柏林地下建造了日耳曼尼亞。

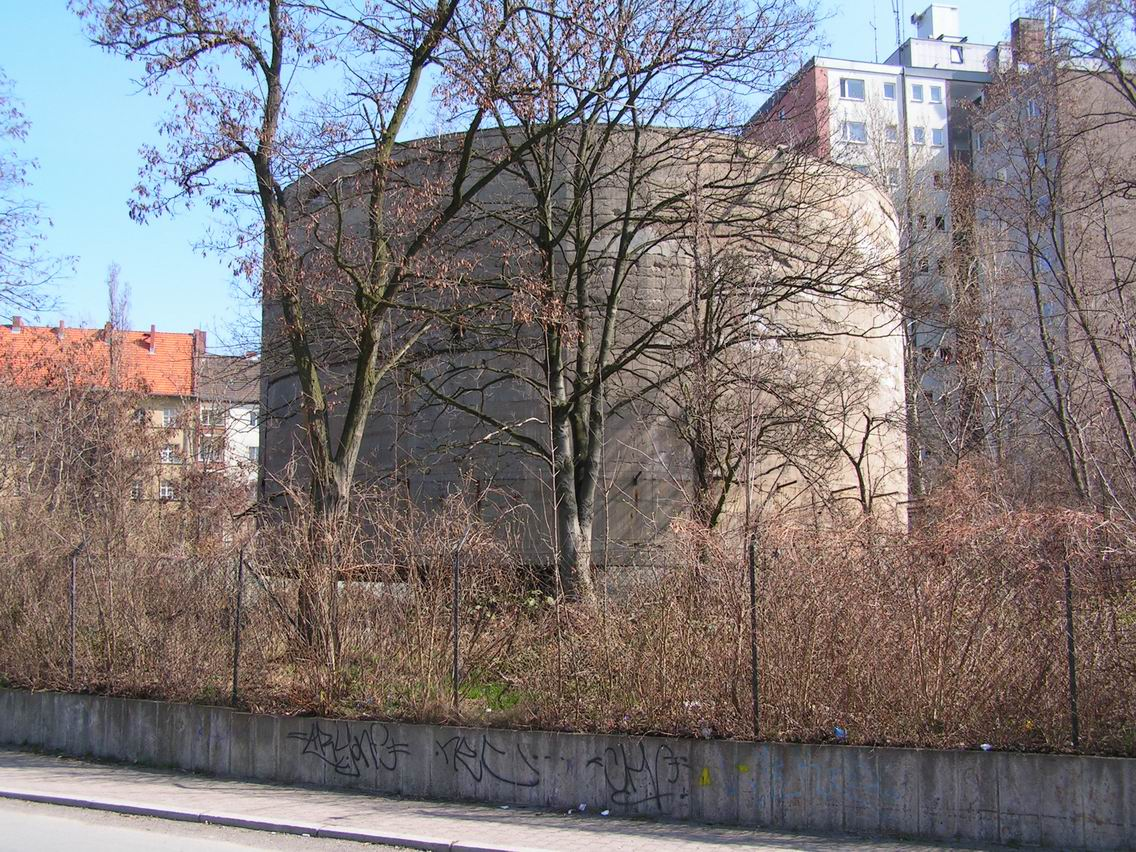
承重体
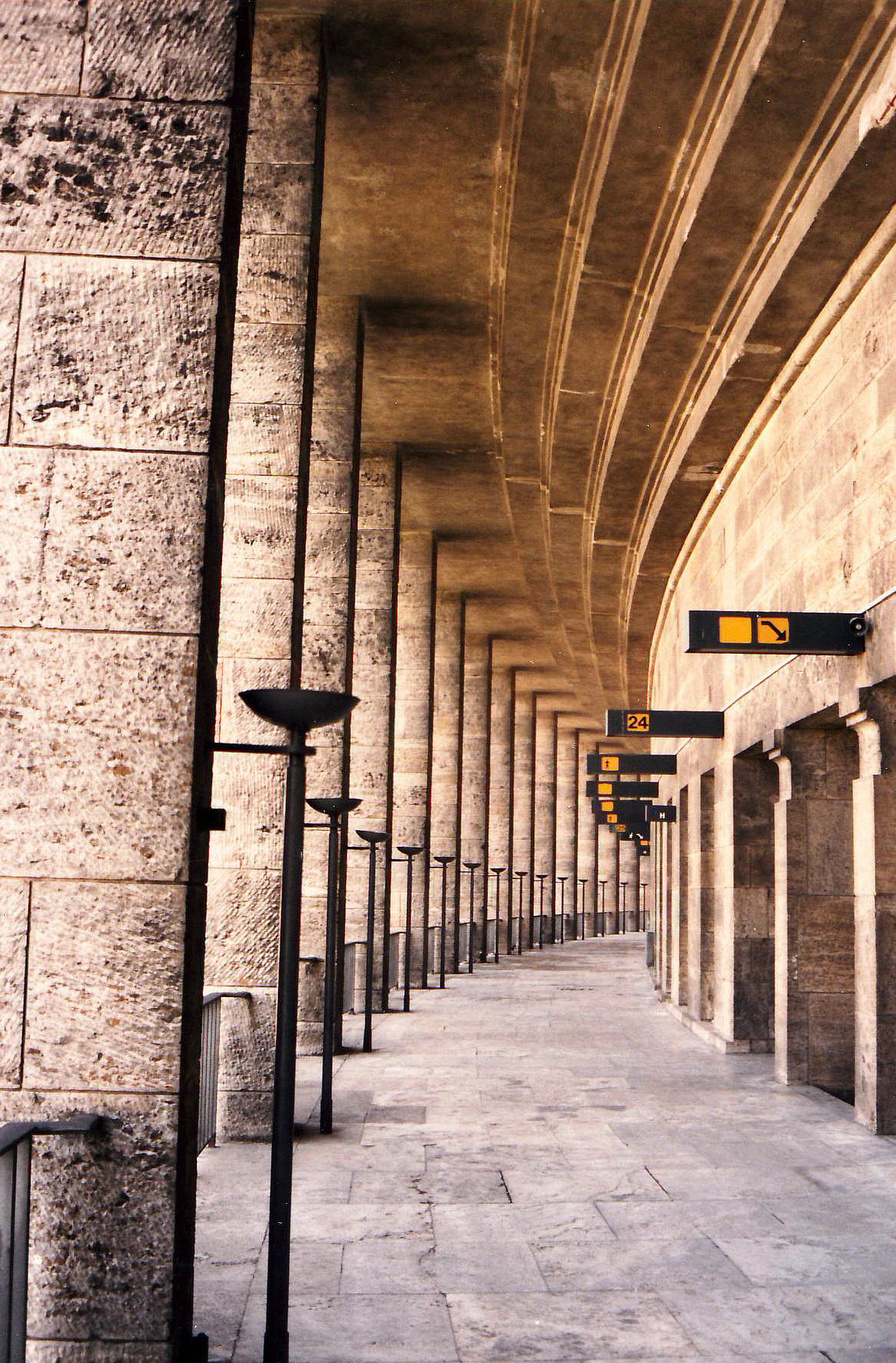
柏林奥林匹克体育场